# Acolasis polynoe
Acolasis polynoe är en fjärilsart som beskrevs av Achille Guenée 1852. Acolasis polynoe ingår i släktet Acolasis och familjen nattflyn. Inga underarter finns listade i Catalogue of Life.